# Präsidentschaftswahl in Angola 1992
Die Präsidentschaftswahl in Angola 1992 und die gleichzeitig stattfindenden Parlamentswahlen waren die ersten Mehrparteienwahlen in Angola seit der Unabhängigkeit 1975.

## Verlauf
Hauptkontrahenten waren mit José Eduardo dos Santos von der Movimento Popular de Libertação de Angola (MPLA) und Jonas Savimbi von der União Nacional para a Independência Total de Angola (UNITA) die Gegner des erst kurz zuvor durch das Abkommen von Bicesse beendeten Bürgerkrieges. Dos Santos, der Kandidat der Regierungspartei MPLA, erhielt nach offiziellem Ergebnis 49 % in der ersten Wahlrunde und lag damit deutlich vor Jonas Savimbi von der UNITA. Im Ergebnis besiegelte die Wahl nicht, wie erhofft, den gerade geschlossenen Frieden, sondern leitete eine neue blutige Runde im Bürgerkrieg in Angola ein.
Die Wahl sollte als Zwei-Runden-Wahl abgehalten werden, d. h. da in der ersten Runde kein Kandidat die Mehrheit erlangte, wäre eine zweite Runde zwischen den beiden Kandidaten mit den meisten Stimmen nötig gewesen. Dieser 2. Wahlgang fand jedoch nie statt.
Über die weiteren Ereignisse existieren unterschiedliche Versionen:
- Version 1: Savimbi sprach nach der ersten Runde von Wahlbetrug und weigerte sich, an der zweiten Runde teilzunehmen.[3]
- Version 2: Savimbi sprach zwar von Wahlbetrug, sandte aber seinen Vizechef Jeremias Chitunda nach Luanda, um Modalitäten einer zweiten Runde zu verhandeln. Der Wahlprozess endete erst endgültig, als Regierungstruppen und von der Polizei bewaffnete Zivilisten begannen, UNITA-Anhänger in Luanda anzugreifen und hunderte bei systematischen Razzien töteten.
- Version 3: Die Wahlbeobachter der United Nations Angola Verification Mission II befanden die Wahlen „frei und fair“. Die UNITA zog dennoch ihre Soldaten aus der frisch gegründeten gemeinsamen Armee der beiden Bürgerkriegsparteien vor einer weiteren Untersuchung des Wahlprozesses ab, und Konflikte begannen zwischen MPLA- und UNITA-Anhängern. Die Ermordung zahlreicher UNITA-Anhänger in Luanda folgte erst später, als nach der Ermordung eines UNITA-Repräsentanten die Gewalttätigkeiten eskalierten.[4]

Unbestritten ist: Der Bürgerkrieg flammte daraufhin wieder auf und forderte in den folgenden 18 Monaten 120.000 Todesopfer.

## Ergebnisse
| Ergebnisse der Parlamentswahlen 1992                                                 | Ergebnisse der Parlamentswahlen 1992 | Ergebnisse der Parlamentswahlen 1992 | Ergebnisse der Parlamentswahlen 1992 |
| Kandidat – Nominierende Partei                                                       | Stimmen                              | %                                    |                                      |
| ------------------------------------------------------------------------------------ | ------------------------------------ | ------------------------------------ | ------------------------------------ |
| José Eduardo dos Santos – MPLA (Movimento Popular de Libertação de Angola)           | 1,953,335                            | 49.57                                |                                      |
| Jonas Malheiro Savimbi – UNITA (União Nacional para a Independência Total de Angola) | 1,579,298                            | 40.07                                |                                      |
| Antonio Alberto Neto – Partido Democrático Angolano                                  | 85,249                               | 2.16                                 |                                      |
| Holden Roberto – FNLA (Frente Nacional de Libertação de Angola)                      | 83,135                               | 2.11                                 |                                      |
| Daniel Chipenda – Partido Liberal Democrático                                        | 20,646                               | 0.52                                 |                                      |
| Andere (einschließlich Chipenda)                                                     | 239,866                              | 6.09                                 |                                      |
| Total                                                                                | 3,940,883                            | 100.00                               |                                      |
| Quelle: African Elections Database                                                   |                                      |                                      |                                      |